# Kuttolsheim
Kuttolsheim là một xã thuộc tỉnh Bas-Rhin trong vùng Grand Est đông bắc Pháp.

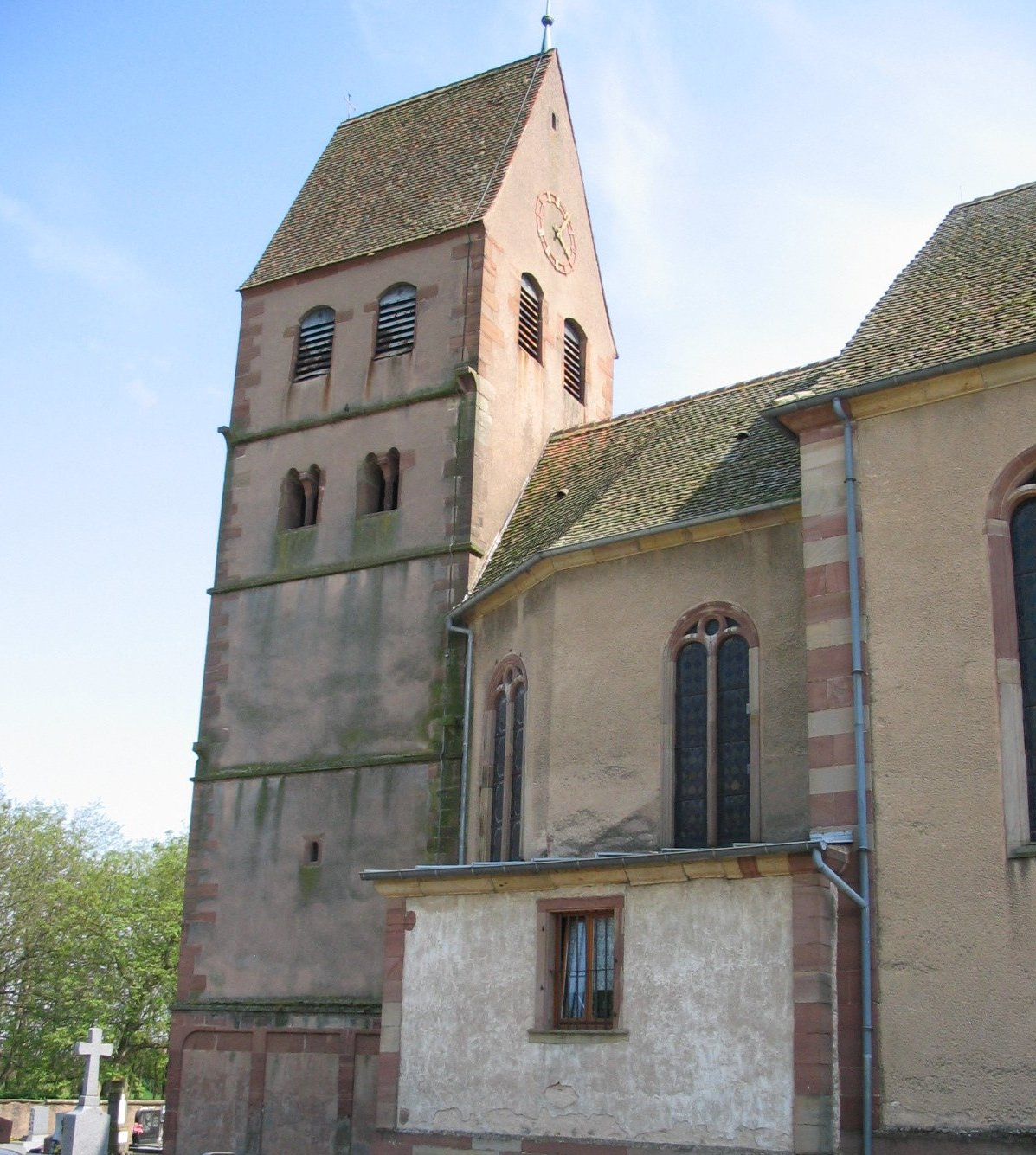
Saint-Jacques-le-majeur church